# Oceloduri
Oceloduri (denominado Ocellum Duri o Octoduron) fue un poblado vetón documentado por primera vez por el historiador romano Estrabón en su Geografía (Libro III)  Οκελοδούρον como poblado vettón. Posteriormente Ptolomeo describe el área en su Geographia. La describe igualmente Plinio el Viejo en su Naturalis Historia (Libro IV). Desde los inicios algunos autores han creído que es el poblado sobre el que se asienta Zamora. El debate sobre su ubicación ha sido objeto de polémica. Inicialmente se afirmó que era un poblado que supone ser la Zamora originaria. Sin embargo pronto aparecieron otras posibles ubicaciones en disputa dentro de la provincia de Zamora: Almaraz de Duero y Villalazán. En el Itinerario de Antonino (Itinerarium Antonini) se menciona la calzada dividida en dos tramos: el de Augusta Emerita a Caesaraugusta y de Asturica Augusta a Caesaraugusta. En el punto de intercesión de las dos vías se encontraba Oceloduri. Un punto de intersección entre vías romanas.

## Etimología
La denominación Οκελοδούρον y su descripción equivalente latina Octoduron es la más antigua documentada. Se sabe que octo- es un dios en la cultura celta. Sin embargo otros autores opinan que el prefijo ocelo- significa promontorio  o cerro, y se encuentra frecuentemente en toponimia celta como: Alaunocelum, lulocelum, Cinctocelu. De la misma forma la palabra Ocelus en la Germania Inferior y Bretaña se emplea como teonimia de marte. Las denominación posterior oceloduri procedente de octoduron es una corrupción que transforma octo- por ocelo-. Siendo popular e incorrecta Ocelo duri. El sufijo -durum (*duro- "fuerte" o "castro"). Algunas acepciones han dado lugar a la traducción latinizada de Ocelo Duri como ojo del Duero (así en Anónimo de Rávena). Aparece como ectodurum en el códice de Mendoza. Este sufijo aparece en diversos topónimos a lo largo de los pueblos celtas de Europa así se tiene Boiodurum y Sorviodurum en Germania Superior, Brivodurum, Divodurum y Icciodurum la Galia, y Mutudurum en Celtiberia. El nombre de Octoduron puede significar el «fuerte del promontorio».

## Ubicación
La ubicación de la civitas es objeto de debate. A pesar de existir autores e historiadores que sostienen que Octoduron es un poblado asentado en las cercanías de la actual Zamora. Esta creencia carecía de evidencias científicas y sólo a mediados del siglo XX se ha tomado esta afirmación con una perspectiva más crítica. Otros sitúan su ubicación más al sur en la población de Almaraz de Duero. Otros en un poblado cercano en las inmediaciones de la ciudad de Toro. Existe un octodurun en Suiza Martigny (Valais).